# Diócesis de Bridgeport
La diócesis de Bridgeport (en latín: Dioecesis Bridgeportensis y en inglés: Roman Catholic Diocese of Bridgeport) es una circunscripción eclesiástica de la Iglesia católica en Estados Unidos. Se trata de una diócesis latina, sufragánea de la arquidiócesis de Hartford. Desde el 31 de julio de 2013 su obispo es Frank Joseph Caggiano.

## Territorio y organización

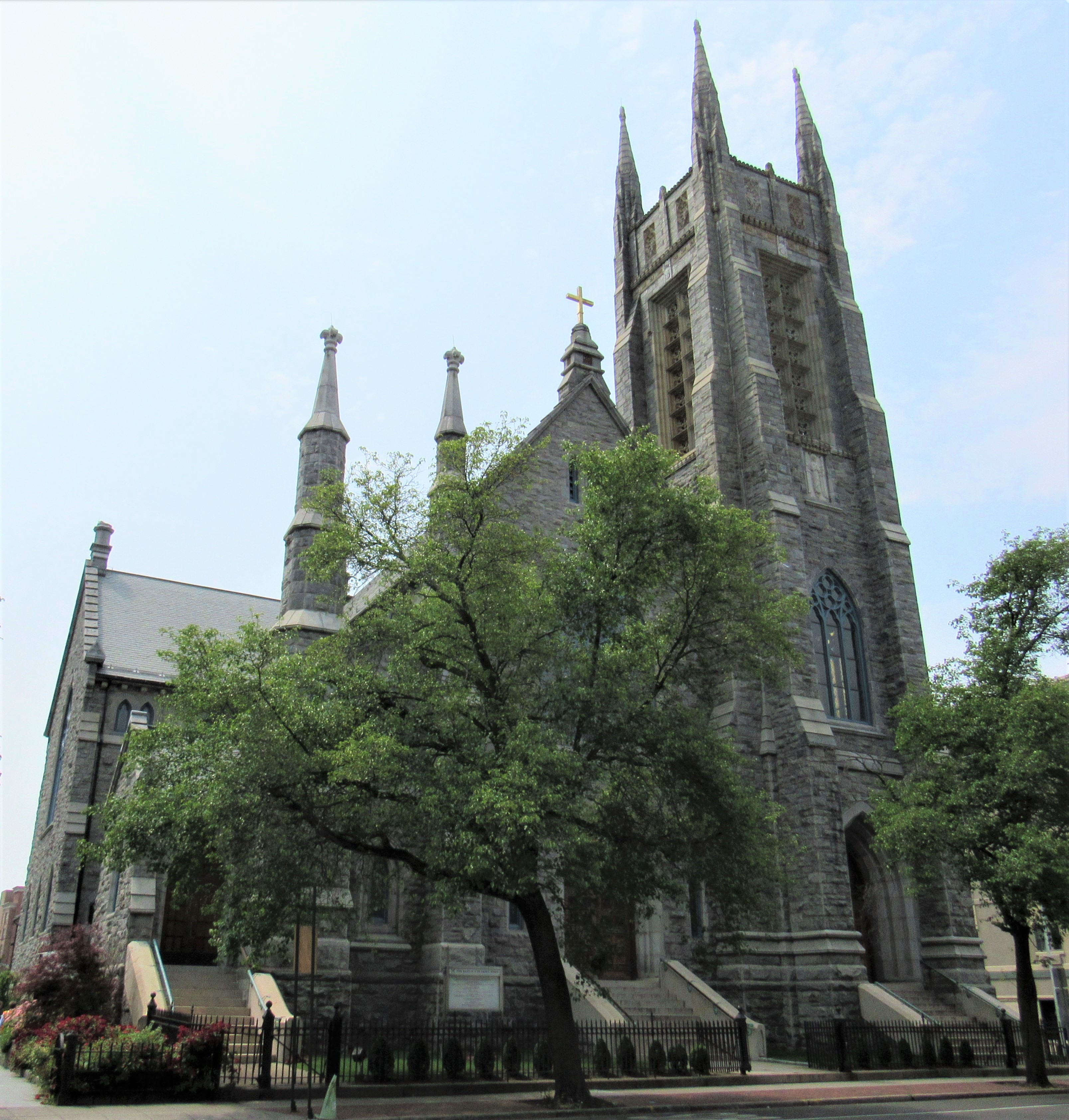
Basílica de San Juan Evangelista, Stamford

La diócesis tiene 1621 km² y extiende su jurisdicción sobre los fieles católicos de rito latino residentes en el estado de Connecticut en condado de Fairfield.
La sede de la diócesis se encuentra en la ciudad de Bridgeport, en donde se halla la Catedral de San Agustín. En Stamford se halla la basílica de San Juan Evangelista.
En 2020 en la diócesis existían 80 parroquias.

## Historia
La diócesis fue establecida el 6 de agosto de 1953 con la bula Qui urbis Hartfortiensis del papa Pío XII, obteniendo el territorio de la diócesis de Hartford, que a su vez fue elevada a arquidiócesis metropolitana.
Más tarde, dos obispos de Bridgeport fueron nombrados cardenales: Lawrence Joseph Shehan y Edward Michael Egan.

## Estadísticas
De acuerdo al Anuario Pontificio 2021 la diócesis tenía a fines de 2020 un total de 441 000 fieles bautizados.
| Año                                                                             | Población            | Población | Población      | Sacerdotes | Sacerdotes    | Sacerdotes    | Bautizados por sacerdote | Diáconos permanentes | Religiosos | Religiosos | Parroquias |
| Año                                                                             | Bautizados católicos | Total     | % de católicos | Total      | Clero secular | Clero regular | Bautizados por sacerdote | Diáconos permanentes | Varones    | Mujeres    | Parroquias |
| ------------------------------------------------------------------------------- | -------------------- | --------- | -------------- | ---------- | ------------- | ------------- | ------------------------ | -------------------- | ---------- | ---------- | ---------- |
| 1959                                                                            | 275 581              | 617 800   | 44.6           | 309        | 177           | 132           | 891                      |                      | 193        | 564        | 73         |
| 1966                                                                            | 298 607              | 713 100   | 41.9           | 376        | 234           | 142           | 794                      |                      | 233        | 949        | 87         |
| 1970                                                                            | 322 188              | 797 700   | 40.4           | 511        | 356           | 155           | 630                      |                      | 184        | 891        | 84         |
| 1976                                                                            | 331 734              | 826 800   | 40.1           | 336        | 198           | 138           | 987                      |                      | 162        | 754        | 84         |
| 1980                                                                            | 340 441              | 837 000   | 40.7           | 334        | 224           | 110           | 1019                     | 19                   | 110        | 694        | 86         |
| 1990                                                                            | 354 020              | 826 000   | 42.9           | 333        | 238           | 95            | 1063                     | 50                   | 100        | 710        | 90         |
| 1999                                                                            | 360 918              | 833 315   | 43.3           | 329        | 259           | 70            | 1097                     | 83                   |            | 487        | 88         |
| 2000                                                                            | 363 246              | 838 362   | 43.3           | 294        | 226           | 68            | 1235                     | 83                   | 68         | 489        | 88         |
| 2001                                                                            | 364 685              | 841 334   | 43.3           | 291        | 231           | 60            | 1253                     | 86                   | 60         | 466        | 87         |
| 2002                                                                            | 362 569              | 882 567   | 41.1           | 295        | 237           | 58            | 1229                     | 87                   | 58         | 481        | 87         |
| 2003                                                                            | 365 992              | 885 368   | 41.3           | 303        | 241           | 62            | 1207                     | 93                   | 62         | 439        | 87         |
| 2004                                                                            | 410 304              | 896 202   | 45.8           | 312        | 268           | 44            | 1315                     | 94                   | 45         | 356        | 87         |
| 2006                                                                            | 410 304              | 903 291   | 45.4           | 325        | 279           | 46            | 1262                     | 99                   | 46         | 395        | 87         |
| 2012                                                                            | 479 000              | 955 000   | 50.2           | 272        | 240           | 32            | 1761                     | 103                  | 32         | 330        | 82         |
| 2015                                                                            | 420 000              | 939 904   | 44.7           | 231        | 199           | 32            | 1818                     | 99                   | 34         | 298        | 82         |
| 2018                                                                            | 438 664              | 953 618   | 46.0           | 232        | 198           | 34            | 1890                     | 114                  | 35         | 288        | 82         |
| 2020                                                                            | 441 000              | 956 570   | 46.1           | 215        | 191           | 24            | 2051                     | 93                   | 25         | 288        | 80         |
| Fuente: Catholic-Hierarchy, que a su vez toma los datos del Anuario Pontificio. |                      |           |                |            |               |               |                          |                      |            |            |            |

## Episcopologio
- Lawrence Joseph Shehan † (25 de agosto de 1953-10 de julio de 1961 nombrado arzobispo coadjutor de Baltimore[nota 1])
- Walter William Curtis † (23 de septiembre de 1961-28 de junio de 1988 retirado)
- Edward Michael Egan † (5 de noviembre de 1988-11 de mayo de 2000 nombrado arzobispo de Nueva York)
- William Edward Lori (23 de enero de 2001-20 de marzo de 2012 nombrado arzobispo de Baltimore)
- Frank Joseph Caggiano, desde el 31 de julio de 2013